# Maxwell Montes
A Maxwell Montes egy hegység a Vénuszon, amelynek csúcsa egyben a bolygó felszínének legmagasabb pontja is, 11 km-re emelkedik ki az átlagszintből. Az Ishtar Terra-n található.  James Clerk Maxwellről nevezték el, így az Alpha és a Beta Regio-val együtt azon három felszíni alakzat a Vénuszon, amelyet nem nőről vagy istennőről neveztek el.